# Norgesmesterskapet 1922
La Norgesmesterskapet 1922 di calcio fu la 21ª edizione del torneo. La squadra vincitrice fu l'Odd, che vinse la finale contro il Kvik con il punteggio di 5-1.

## Terzo turno
| Squadra 1      | Risultato      | Squadra 2       |
| -------------- | -------------- | --------------- |
| Aalesund       | 5 – 1          | Rollon          |
| Brage          | 0 - 2          | Kvik Trondheim  |
| Stavanger      | 5 – 1          | Brodd           |
| Donn           | 0 - 2          | Larvik Turn     |
| Drafn          | 1 – 0          | Storm           |
| Fram Larvik    | 0 - 2          | Sarpsborg       |
| Fredrikstad    | 8 – 1          | Lillestrøm      |
| Gjøvik-Lyn     | 5 – 3          | Freidig         |
| Trygg          | 2 - 9          | Kvik            |
| Moss           | 2 – 0          | Skotfoss        |
| Odd            | 4 – 3          | Ready           |
| Strømsgodset   | 2 - 3 (d.t.s.) | Ørn             |
| Kvik Trondheim | 7 – 0          | Tryggkameratene |

## Quarto turno
| Squadra 1      | Risultato | Squadra 2   |
| -------------- | --------- | ----------- |
| Aalesund       | 0 - 3     | Drafn       |
| Larvik Turn    | 3 – 1     | Brann       |
| Kvik Trondheim | 3 – 1     | Fredrikstad |
| Frigg          | 0 - 3     | Moss        |
| Stavanger      | 1 - 4     | Kvik        |
| Ørn            | 3 – 0     | Gjøvik-Lyn  |
| Sarpsborg      | 2 – 1     | Lyn Oslo    |
| Mercantile     | 1 - 4     | Odd         |

## Quarti di finale
| Squadra 1      | Risultato | Squadra 2   |
| -------------- | --------- | ----------- |
| Ørn            | 4 – 2     | Drafn       |
| Kvik Trondheim | 3 - 5     | Kvik        |
| Odd            | 2 – 1     | Larvik Turn |
| Sarpsborg      | 0 - 1     | Moss        |

## Semifinali
| Squadra 1 | Risultato | Squadra 2 |
| --------- | --------- | --------- |
| Moss      | 0 - 1     | Kvik      |
| Ørn       | 1 - 2     | Odd       |

## Finale
| Arbitro: | Johnsen |

|                                                                      |           |             |
| Eek 5’ Ulrichsen 20’ Haakonsen 48’ Gundersen 80’ Svendsen 81’ (aut.) | Marcatori | 85’ Nielsen |

### Formazioni
| Odd |  |                         |
|     |  |                         |
|     |  | Ingolf Pedersen         |
|     |  | Peder Henriksen         |
|     |  | Thaulow Goberg          |
|     |  | Tidemand Nilsen         |
|     |  | Sigurd Eek              |
|     |  | Ronald Haakonsen        |
|     |  | Nils Thorstensen        |
|     |  | Haakon Haakonsen        |
|     |  | Bertel Ulrichsen        |
|     |  | Einar Gundersen         |
|     |  | Martinius Kristoffersen |